# نهلال
نهلال (بالعبرية: נַהֲלָל) هو موشاف يقع في شمالي إسرائيل. يغطي مساحة 8.5 كيلومترًا مربعًا. ويتبع إداريًا للمجلس المحلي مرج ابن عامر. في عام 2017 بلغ عدد سكانه نحو 845 نسمة. تشتهرُ نهلال بتخطيطها العام الذي يأخذ شكلًا بيضويًا مع حلقةٍ داخليةٍ من المباني السكنية، وطريقٌ دائريٌ خارجي.

## أعلام
- أمير بنولي
- إيلي جيفا
- عاصي ديان
- ياعيل دايان
- يوناتان جيفين
- موشيه دايان
- شموئيل دايان